# 東洋エクステリア
東洋エクステリア株式会社（とうようエクステリア、英: TOYO EXTERIOR CO.,LTD.）は、かつて存在した住生活グループ（後のLIXILグループ）傘下の住宅関連企業。現在のLIXILの前身の一つである。

## 概要
トーヨーサッシ（後のトステム）の関連会社として設立された企業で、住宅の外構部に関する製品および公園や公共施設における環境用資材などの製造・販売を行っていた。2011年4月にトステム、INAX、新日軽、（初代）LIXILと合併し、サンウエーブ工業の開発・管理部門を統合して、（2代目）株式会社LIXILとなった。
略称・ブランド名は「TOEX」（トエックス）で、合併後のLIXILでもブランド名として存続している。

## 沿革
- 1974年（昭和49年）11月18日 - トーヨーサッシの関連会社として設立。
- 1980年（昭和55年）1月 - 小川工場を新設。
- 1984年（昭和59年）8月 - 児玉物流センターを新設。
- 1986年（昭和61年）8月 - 東京証券取引所第2部に上場。
- 1988年（昭和63年）
  - 7月 - 水口総合物流センターを新設。
  - 10月 - 中央研究所を新設。
- 1989年（平成元年）
  - 7月 - 広川工場・広川物流センターを新設。
  - 10月 - 駒ヶ根工場・駒ヶ根ELセンターを新設。
- 1990年（平成2年）3月 - 東京証券取引所第1部に上場。
- 1992年（平成4年）1月 - 水口工場を新設。
- 1999年（平成11年）8月 - 岡部総合物流センターを設立。
- 2000年（平成12年）10月 - トステムグループの持株会社化移行に先立ち、株式交換により同グループの完全子会社化。同時に株式上場廃止。
- 2001年（平成13年）10月 - 持株会社INAXトステム・ホールディングス（→住生活グループ→LIXILグループ→〈3代目〉LIXIL）の事業会社に移行。
- 2011年（平成23年）4月1日 - 住生活グループ内の再編により、（2代目）トステム、INAX、新日軽、（初代）LIXILと合併し解散。（2代目）株式会社LIXILが発足。